# Modólitsi
Modólitsi (en rus: Модолицы) és un poble de l'óblast de Leningrad, a Rússia, que el 2017 tenia 10 habitants, pertany al districte de Vólossovo.